# Florentin Seillière
Pour les autres membres de la famille, voir Famille Seillière.
Le baron Florentin Seillière (Saint-Mihiel, 3 juillet 1744 - Nancy, 4 février 1825) est un industriel, négociant et banquier français.

## Biographie
Florentin Seillière est le fils de François Sellière, négociant en laine à Saint-Mihiel, dans la Meuse et de Marie-Anne Sellier. Avec son unique frère Aimé (1742-1793) il élargit les activités familiales en devenant fournisseurs des armées, en vêtements et en canons. Ensuite, tous deux créèrent en 1776 une manufacture de drap à Pierrepont (Meurthe-et-Moselle), et obtinrent en 1789 le bail de la forge royale de Ruelle (Charente), dirigée par Ignace de Wendel (1741-1795). Il fait carrière comme fournisseur de drap militaire, car il est capable d'en livrer de grandes quantités en tant fondateur de manufacture. Il s’installa en 1795 comme banquier à Nancy. Il devint également en 1810 président de l'administration des Salines de l'Est. Il fut créé baron de l'Empire par décret impérial du 2 janvier 1814, puis baron héréditaire par lettres patentes du 2 août 1817. 
La manufacture de drap était appelée aussi « les tissages de Pierrepont ». Ces tissages employaient 370 ouvriers et 421 ouvrières en 1847, et leur production était achetée surtout par l'armée, pour un chiffre d'affaires qu atteignait près d'un million et demi de francs
Il a épousé Jeanne Françoise Chevalier (1747-1802), qui lui a donné deux enfants. L’un de leurs deux fils, Nicolas Seillière (1770-1844), partit à Paris en 1798 pour y créer une antenne de la banque, rue des Moulins, dans le premier arrondissement. Profitant de la situation catastrophique des finances publiques, il se spécialisa dans le recouvrement des créances publiques détenues par les entreprises travaillant pour les armées. L'autre fils, François-Alexandre Seillière (1782-1850), rejoignit son frère en 1805 et fonda avec lui en 1808 la  Banque Seillière-Demachy, installée rue Le Peletier (9e), puis, en 1817, rue de Provence (9e).